# Phaesticus mellerborgi
Phaesticus mellerborgi är en insektsart som först beskrevs av Carl Stål 1855.  Phaesticus mellerborgi ingår i släktet Phaesticus och familjen torngräshoppor. Inga underarter finns listade i Catalogue of Life.